# Gabriel Hidalgo
Gabriel Hidalgo (Buffalo, New York, 5 de abril de 1981) es un guitarrista, compositor y productor de rock y metal chileno.

## Biografía
Gabriel Hidalgo, hijo de padres chilenos, nace en Estados Unidos donde vive hasta la edad de 7 años, trasladándose posteriormente a Chile. Su interés en la guitarra comenzó a los 14 años gracias a la influencia de compañeros de colegio.
Junto a ellos, en el año 1996, forma una banda que logra cierta estabilidad y, pasando por varios cambios de nombre, finalmente es denominada como Heaven Denied. Posteriormente, en los 2000 pasa a formar parte de la banda chilena de heavy metal Whitchblade, con quienes graba un disco. Adicionalmente, en el año 2001 participa  en Fahrenheit antes de que el vocalista de Six Magics Sergio Domínguez lo contactara para reemplazar a Nicolás Espinoza como guitarrista de la ya mencionada agrupación de power metal chileno.
Luego de 8 años deja Six Magics para iniciar su trabajo como solista, el que comienza con su participación en la producción patrocinada por la marca de instrumentos musicales japonesa Ibanez llamada Ibanez Army, la cual reunió a nueve destacados guitarristas del medio chileno, entre ellos Alejandro Silva, Claudio Cordero y Angelo Pierattini. Este proyecto cuenta con su participación en dos temas: Ki-dul junto a Claudio Cordero e Infragilis, pieza musical donde expone su talento de manera individual. Infragilis es justamente el título del primer disco de su nuevo trabajo, la banda de metal progresivo Hidalgo.
En el año 2012, cuando el guitarrista chileno, Benjamín Lechuga gana una beca otorgada por el virtuoso guitarrista Steve Vai para estudiar en el Institute of Contemporary Music Performance de Londres, Gabriel Hidalgo es convocado para reemplazarlo en la banda Delta
En la actualidad, lidera el proyecto Hidalgo, con el cual ya han lanzado cinco discos: Infragilis, Yupaychay, Lancuyen, Kelmuya  y Agnicayana.

## Discografía
Con Witchblade
- I (2001)

Ibanez Army
- El Álbum (2005)

Con Six Magics
- The Secrets of and Island (2003)
- Behind the Sorrow (2008)

Con Hidalgo
- Infragilis (2007)
- Yupaychay (2009)
- Lancuyen (2015)
- Kelmuya (2019)
- Agnicayana (2023)

Con Sadism
- The Ocularis Domination  (2014)
- Alliance  (2015)
- Al-Azif  (2016) – EP
- Ethereal Dead Cult (2018)
- The Sadistic Key Elements (2020)
- Obscurans (2023)

Con Violent Passion Surrogate
- Violent Passion Surrogate (2016) – EP
- Rhizomorphic (2017)
- Privatopia (2020)

Con Barouh
- Inevitable (2015) – EP

Con The Inferno Doll
- Dollmination (2015) –
- Sacrifice (2020) - EP

Con Birds of Prey
- Birds of Prey (2010)